# Xylophanes haxairei
Espèce
Xylophanes haxairei est une espèce de lépidoptères de la famille des Sphingidae, de la sous-famille des Macroglossinae, tribu des Macroglossini, sous-tribu des Choerocampina, et du genre Xylophanes.

## Description
L'espèce ressemble beaucoup à Xylophanes dolius, mais elle est plus grande et présente un motif nettement différent. Les antennes sont courtes et n’atteignent que le point discal précédent. La marge externe antérieure est également semblable à celle de Xylophanes dolius mais plus convexe et davantage excavée au-dessous de l’apex, ce qui fait que l’apex est nettement falciforme. Les tégules sont brunes, avec un bord extérieur brun pâle et une bande médiane. Le dos du thorax est brun pâle, s’élargissant vers l’arrière et se prolongeant au niveau de la sous-dorsale le long de l’abdomen sous la forme d’une paire de rayures brun pâle. La ligne médiane dorsale est très étroite, brune et bordée de deux fines lignes brun pâle. La partie supérieure antérieure est comme Xylophanes dolius mais plus sombre, la tache discale est plus petite, les traits plus sombres qui lui sont immédiatement distaux sont diffusés dans un nuage et la suffusion orange entre les quatrième et cinquième lignes postmédiennes atteint presque la marge interne. Le tiers basal de la partie antérieure de l'aile est brun foncé et recouvert de poils orange. Une bande marron foncé ou noire se forme à partir du milieu de la marge intérieure, recourbant l'aile distale par rapport à la tache discale et allant au sommet où elle fusionne avec la lunule brun foncé sur la marge extérieure. La zone située au-dessous de cette bande est orange, irriguée de brun foncé. Certaines parties de la marge externe et de la marge interne sont jaunes. Le dessus des ailes postérieures est brun foncé et la bande médiane est orange foncé, de même largeur et avec des bords également courbes (bien que légèrement flous).

## Biologie
Les larves se nourrissent sur Psychotria panamensis, Psychotria nervosa et Pavonia guanacastensis. Les imagos volent toute l'année.

## Répartition et habitat
L'espèce se rencontre en Guyane et au Venezuela.

## Systématique
L'espèce Xylophanes haxairei a été décrite en 1985 par l'entomologiste français Jean-Marie Cadiou.
Sa localité type est Approuague, Montagne Tortue en Guyane et à 500 m d'altitude.

### Publication originale
- J-M. Cadiou, « Description d’un nouveau Sphingide de Guyane Franaise: Xylophanes haxairei (Lepidoptera, Sphingidae) », Lambillionea, Belgique, vol. 84, nos 7-8,‎ 1985, p. 52–56 (ISSN 0774-2819).